# Brasseries Kronenbourg S.A.S.

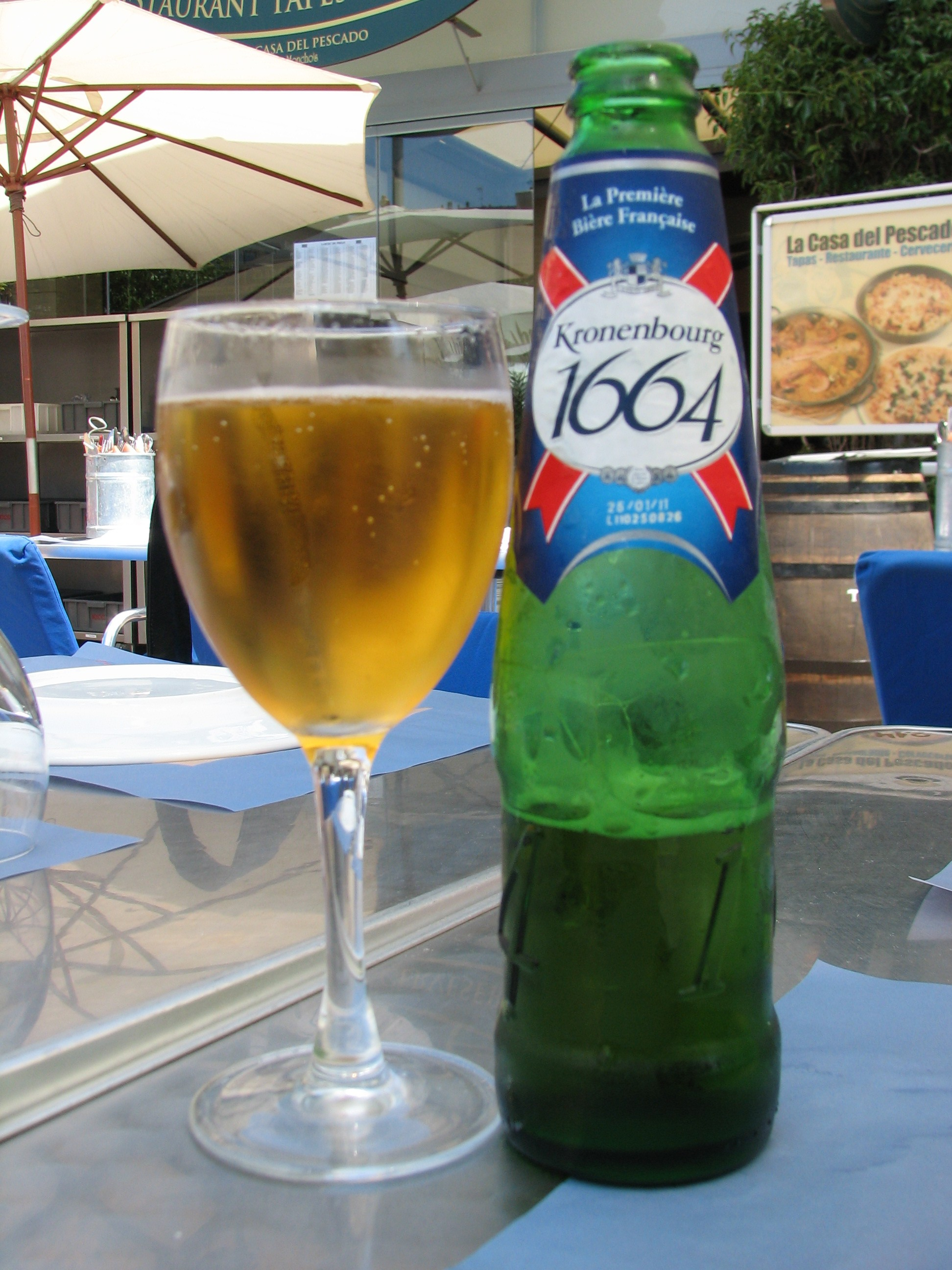
Cerveza Kronenbourg 2010

Brasseries Kronenbourg S.A.S. es la primera empresa francesa especializada en la elaboración de cervezas, derivados y sidra, con sede en Estrasburgo (Francia). Fue fundada por Jérôme Hatt en 1664 y desde 2008 es parte del grupo Carlsberg.

## Historia
Jérôme Hatt, quien obtuvo su certificado de Maestro Cervecero en 1664, abrió la Cervecería Cañón en la Place du Corbeau en Estrasburgo. Su hijo Claude (nacido en noviembre de 1665), sucedió a su padre en el comercio en 1683. Sin embargo, las frecuentes inundaciones del Río Ill forzaron el traslado a terrenos más altos en Cronenburgo en 1850.
En 1922, la Cervecería Hatt cambió su nombre a Cerveza Negra Tigre, la marca más conocida de la Cervecería Tigre que adquirió el liderazgo cervecero en Alsacia. Después de la Segunda Guerra Mundial, "Kronenbourg" se convirtió en el nombre de la compañía, y comenzó la expansión internacional.
Originalmente Kronenbourg elaboraba ales, pero es conocida por elaborar lagers. Kronenbourg es marca líder de cervezas en Francia, donde tuvo una cuota de mercado de 40% en 2004. En 1970, fue adquirida por el grupo industrial Boussois-Souchon-Neuvesel (ahora Grupo Danone), acompañando a la Société Européenne de Brasseries (Kanterbräu). En 1986, Kronenbourg se unió a Kanterbräu.
La compañía británica Scottish and Newcastle (S&N) S.A. la adquirió en 2000 por 1700 millones de GBP.
Sus principales cervecerías están ubicadas en Obernai y en Champigneulles, aunque el sitio de Champigneulles ahora está en venta. Kronenbourg 1664 elabora también en el Reino Unido a través de S&N en las cervecerías (Reales) de Berkshire y Mánchester.
Desde el 29 de abril de 2008 forma parte del grupo Carlsberg.

## Cervezas
Las principales marcas son:
- Kronenbourg Red 4.2% ABV.
- Kronenbourg 1664 5.0% ABV . Considerada una cerveza premium, es también la marca exportadora de las cervecerías Kronenbourg. Ahora también elaborada en Mánchester, Cork, y Reading, es una bebida bastante popular y ha sido descripta por muchos bebedores como una bebida con gusto a malta.
- 1664 Brune es una versión oscura más fuerte de 1664.
- Single Malt (nombre francés Malt d'Exception), 6.1% ABV.
- Kronenbourg Blanc 5.0% ABV. Una cerveza blanca con sabor a fruta y cítricos importada. Disponible en barril y botellas de 300ml y 500ml.
- Kronenbourg Premier Cru 6.0% ABV. Botella Azul de 500ML (330 Ml en Chile, botella color azul)
- Kronenbourg Cold Premier 5.0% - una variante super enfriada de 1664, sólo del Reino Unido